# Provincia di Luanda
La provincia di Luanda è una delle 18 province dell'Angola. Prende il nome dal suo capoluogo Luanda. Ha una superficie di 2.418 km² ed una popolazione di 2.892.191 (stima del 2009).
La provincia si affaccia sull'Oceano Atlantico ed è completamente circondata dalla provincia di Bengo.

## Geografia antropica
La provincia di Luanda è suddivisa in 9 municipi.

### Municipi
- Belas, Cacuaco, Cazenga, Ícolo e Bengo, Luanda, Quissama, Quilamba Quiaxi, Talatona, Viana.